# Carlo Leopoldo Calcagnini
Carlo Leopoldo Calcagnini (ur. 19 lutego 1679 w Rawennie, zm. 27 sierpnia 1746 w Rzymie) – włoski kardynał.

## Życiorys
Urodził się 19 lutego 1679 roku w Rawennie, jako syn Francesca Marii Calcagniniego i Violante degli Albizzi. Studiował na Uniwersytecie w Cesenie, gdzie uzyskał doktorat z prawa, a następnie wstąpił do zakonu Maltańskiego. Potem został referendarzem Najwyższy Trybunał Sygnatury Apostolskiej i audytorem Roty Rzymskiej. 9 września 1743 roku został kreowany kardynałem prezbiterem i otrzymał kościół tytularny Santa Maria in Ara Coeli. Zmarł 27 sierpnia 1746 roku w Rzymie.